# Agía Iríni (île)
Pour les articles homonymes, voir Agía Iríni.
Agía Iríni ou Ayía Iríni (grec moderne : Αγία Ειρήνη, « sainte Irène ») est un îlot inhabité situé en mer de Libye, au large de Makrý Gialós, sur la côte sud de la Crète orientale.
Agía Iríni fait partie du district de Lassíthi.